# Wonosemi
Wonosemi is een bestuurslaag in het regentschap Blora van de provincie Midden-Java, Indonesië. Wonosemi telt 2057 inwoners (volkstelling 2010).